# Аммоний

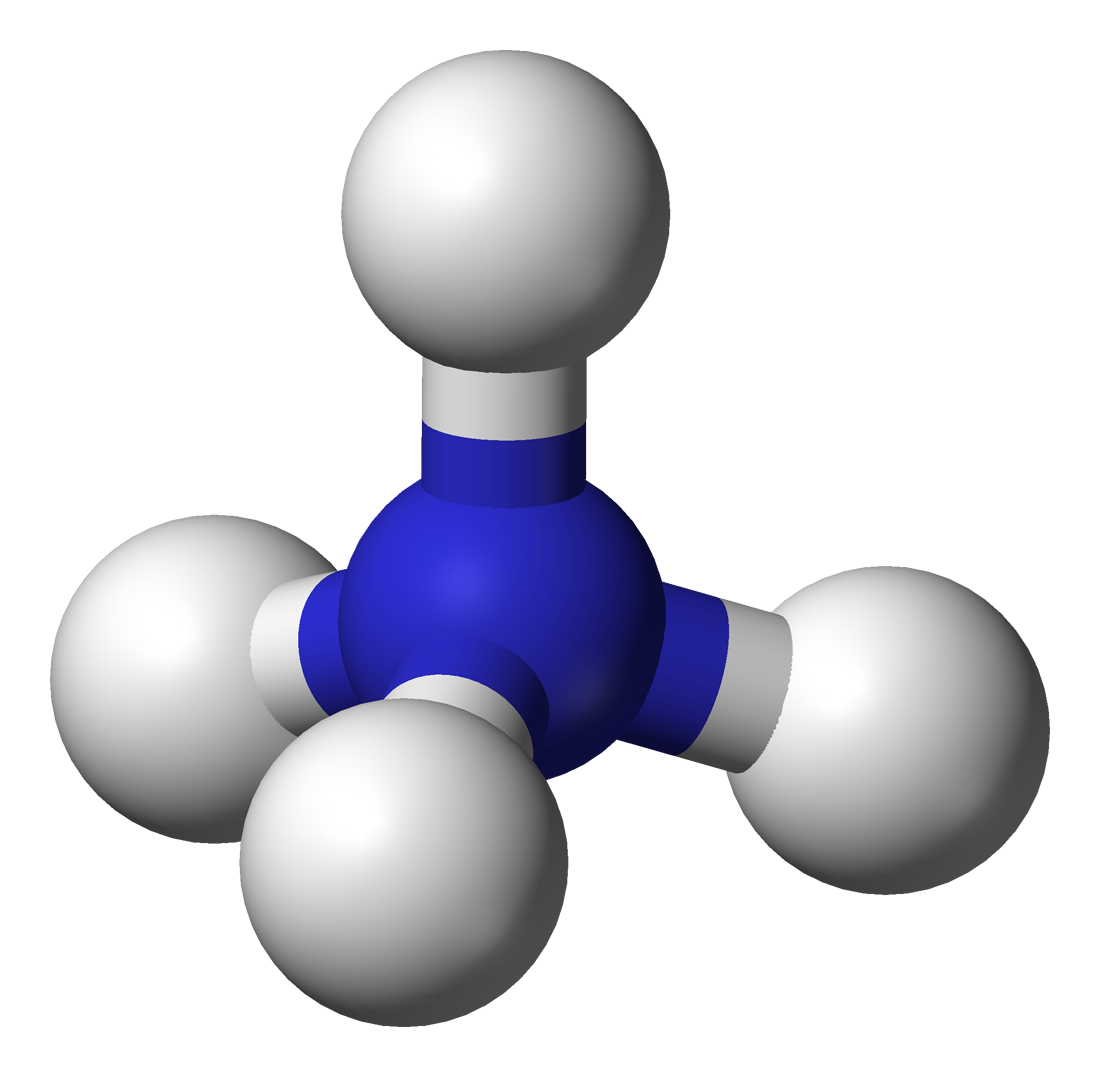
Модель катиона аммония

Образование аммония

Аммоний — полиатомный катион с химической формулой {\displaystyle {\ce {NH4^+}}}. Аммоний с анионами образует соли аммония, аммониевые соединения, последние входят в большой класс ониевых соединений. Ион аммония NH4+ является правильным тетраэдром с азотом в центре и атомами водорода в вершинах тетраэдра. Размер иона — 1,43 Å.
Существует также короткоживущий свободный радикал аммония с формулой NH4 (см. Свободный аммоний).

## Диссоциация солей аммония
При диссоциации солей аммония в водных растворах образуется катион аммония, например:
{\displaystyle {\mathsf {NH_{4}Cl\rightleftarrows NH_{4}^{+}+Cl^{-}}}}

## Свойства солей аммония
Большинство солей аммония — бесцветные кристаллические вещества, хорошо растворимые в воде и легко разлагающиеся при нагревании с выделением газов.
- Прочность солей аммония сильно различается. Чем сильнее кислота, тем более устойчива соль аммония. Так, соль сильной соляной кислоты хлорид аммония {\displaystyle {\ce {NH4Cl}}} вполне стабилен при комнатной температуре, а соль слабой угольной кислоты карбонат аммония {\displaystyle {\ce {(NH4)2CO3}}} в этих условиях заметно разлагается.

Аммониевые соли летучих кислот при нагревании разлагаются, выделяя газообразные продукты, которые при охлаждении вновь образуют соль:
{\displaystyle {\mathsf {NH_{4}Cl\rightleftarrows NH_{3}+HCl}}}
Если соль образована нелетучей кислотой, то нагревание протекает с разложением аммонийной соли:
{\displaystyle {\mathsf {NH_{4}H_{2}PO_{4}\rightarrow NH_{3}+H_{3}PO_{4}}}}
- Если анион соли аммония содержит атом-окислитель, то при её нагревании происходит реакция внутримолекулярного окисления-восстановления, например:

{\displaystyle {\mathsf {(NH_{4})_{2}Cr_{2}O_{7}\rightarrow Cr_{2}O_{3}+N_{2}+4H_{2}O}}}
{\displaystyle {\mathsf {NH_{4}NO_{3}\rightarrow N_{2}O+2H_{2}O}}}
- Восстановительные свойства аммония используются во взрывчатых веществах, например аммоналах.

## Реакция обнаружения аммония
Реакция для обнаружения аммония — выделение аммиака при действии едких щелочей на соли аммония:
{\displaystyle {\mathsf {NH_{4}Cl+NaOH\rightarrow NaCl+NH_{3}+H_{2}O}}}
Широко используется для спектрофотометрического количественного анализа также реакция с реактивом Несслера.

## «Свободный аммоний»
При взаимодействии раствора хлорида аммония с амальгамой натрия образуется «амальгама аммония» — тестообразная масса, выделяющая водород и аммиак.
При действии иодида аммония {\displaystyle {\ce {NH4I}}} на синий раствор металлического натрия в жидком аммиаке наблюдается обесцвечивание, которое может быть интерпретировано как образование «свободного аммония»:
{\displaystyle {\mathsf {Na+NH_{4}I\rightarrow NaI+NH_{4}}}}
Заметное разложение этого раствора с выделением водорода идет при температурах выше −40 °C, образовавшаяся бесцветная жидкость легко присоединяет иод (предположительно — по схеме):
{\displaystyle {\mathsf {2NH_{4}+I_{2}\rightarrow 2NH_{4}I}}}
однако существование свободного радикала {\displaystyle {\ce {NH4}}} в этом случае сомнительно, в 1960-х годах предполагалось, что в этом растворе присутствуют сольватированные аммиаком атомы водорода {\displaystyle {\ce {H.NH3}}}.

## Замещённые соединения аммония

### Органические
Атомы водорода в аммонии могут быть замещены на органические радикалы. Существуют соединения одно-, двух-, трёх- и даже четырёхзамещённого аммония. Гидроксиды четырёхзамещённого аммония (например, гидроксид тетраметиламмония) могут быть выделены в свободном состоянии и являются намного более сильными щелочами, чем сам аммоний и его производные меньшей степени замещения.

### Неорганические
Тетрафтораммоний {\displaystyle {\ce {[NF4]^+}}} представляет собой аммоний, все четыре атома водорода в котором замещены фтором. Тетрафтораммоний является одним из немногих соединений, в которых азот имеет степень окисления +5, является сильнейшим окислителем и устойчив только в соединении с комплексными фтористыми анионами, например, тетрафтороборатом {\displaystyle {\ce {[BF4]^-}}}.